# Ossaloglicolato reduttasi (decarbossilante)
La ossaloglicolato reduttasi (decarbossilante) è un enzima appartenente alla classe delle ossidoreduttasi, che catalizza la seguente reazione:
D-glicerato + NAD(P)+ + CO2 ⇄ 2-idrossi-3-ossosuccinato + NAD(P)H + 2 H+
L'enzima riduce anche l'idrossipiruvato a D-glicerato ed il gliossalato a glicolato.